# Minicia alticola
Minicia alticola är en spindelart som beskrevs av Andrei V. Tanasevitch 1990. Minicia alticola ingår i släktet Minicia och familjen täckvävarspindlar. Inga underarter finns listade i Catalogue of Life.